# Chaumont-en-Vexin

Chaumont-en-Vexin este o comună în departamentul Oise, Franța. În 1 ianuarie 2022 avea o populație de 3.359 de locuitori.